# Norðtoftir
Norðtoftir (duń. Nordtofte) – osada położona na wyspie Borðoy, w północnej części archipelagu Wysp Owczych. Należy do komuny Hvannasund.

## Położenie

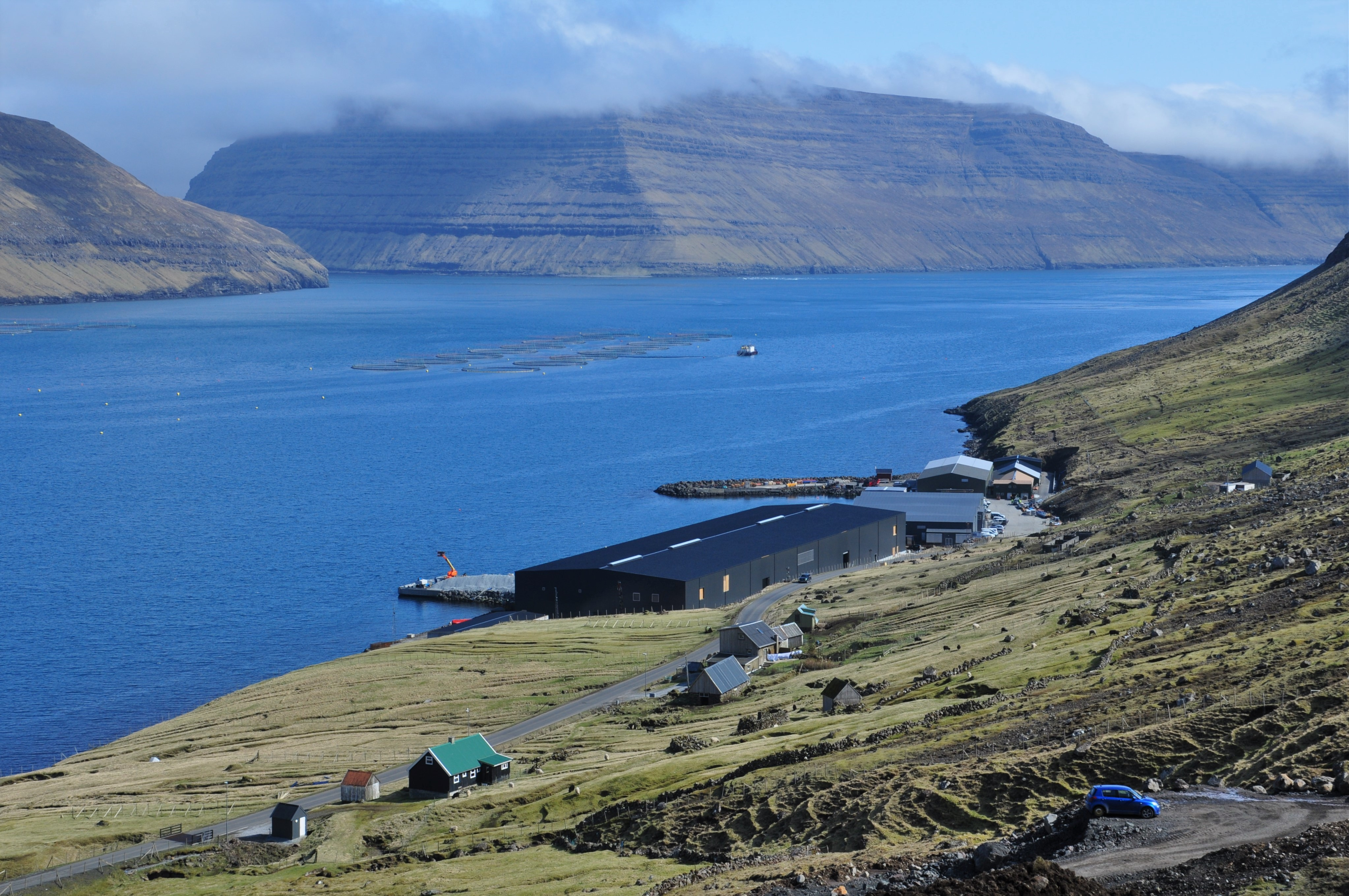
Norðtoftir w 2022 r. Pojawienie się dużej hodowli łososia firmy Bakkafrost w 2020 r. pokazuje rozwój przemysłu rybnego na Wyspach Owczych.

Norðtoftir jest położone na wschodnim wybrzeżu wyspy Borðoys, na wschodnim końcu tunelu prowadzącego przez góry, na drodze nr 754 z Klaksvik.

## Znane osoby
Pisarz Herman Bang lubił spędzać czas w Norðtoftir. Napisał tu kilka swoich dzieł.

## Hodowla ryb
W wiosce jest też hodowla łososia, wyposażona w wylęgarnię, oddział dla młodych ryb, z okrągłymi pojemnikami, o średnicy 2 m. Jest także stacja oczyszczająco-pompująca, z 6 okrągłymi pojemnikami z włókna szklanego o średnicy około 8 m i głębokości 3 m. Każdy zbiornik ma swój własny biofilter. W fjordzie znajduje się hodowla dorosłych łososi.

## Demografia
Osada posiadała w 2015 roku 3 mieszkańców, podczas gdy w 1985 było ich 11. Według danych Urzędu Statystycznego (I 2015 r.) jest 110. co do wielkości miejscowością Wysp Owczych.